# Pavetta capensis
Espèce
Classification phylogénétique
Pavetta capensis est une espèce  de buisson vivace de la famille des Rubiaceae, originaire des régions tropicales d'Afrique du Sud.

## Liste des sous-espèces
Selon World Checklist of Selected Plant Families (WCSP) (21 janv. 2011) :
- - Pavetta capensis subsp. capensis
  - Pavetta capensis subsp. komghensis (Bremek.) de Kok (1984)